# Anne Knabe
Anne Knabe (* 1952 in Halle (Saale)) ist eine deutsche Regisseurin und Fernsehproduzentin. 
Sie studierte von 1973 bis 1979 Regie. Danach arbeitete Anne Knabe als freie Autorin und Regisseurin für Dokumentarfilme im Auftrag der DEFA-Studio und für den Deutschen Fernsehfunk. Von 1989 bis 1992 war sie als Regisseurin beim Deutschen Fernsehfunk tätig, seitdem ist Anne Knabe als Redakteurin beim Familienprogramm des ORB jetzt RBB hauptsächlich für die Sendungen Unser Sandmännchen und die Sendung mit der Maus zuständig. 1990 hatte sie einen kurzen Regieausflug in die TV-Serie Lindenstraße.

## Filmografie

### Als Produzentin
- Unser Sandmännchen
- Die Sendung mit der Maus
- Die Schule der kleinen Vampire
- Der kleine König
- Die Moffels

- 1990 Regie Lindenstraße

## Weblink
- Anne Knabe bei IMDb

| Personendaten    | Personendaten                               |
| ---------------- | ------------------------------------------- |
| NAME             | Knabe, Anne                                 |
| KURZBESCHREIBUNG | deutsche Regisseurin und Fernsehproduzentin |
| GEBURTSDATUM     | 1952                                        |
| GEBURTSORT       | Halle (Saale)                               |